# 後藤政子
後藤 政子（ごとう まさこ、1941年 - ）は、日本のラテンアメリカ現代史・キューバ研究者。神奈川大学外国語学部名誉教授。
東京外国語大学スペイン語学科卒業。

## 著書
- 『現代のラテンアメリカ - この激動の20年』（時事通信社） 1982年
- 『新現代のラテンアメリカ』（時事通信社） 1993年
- 『キューバは今』（神奈川大学評論編集専門委員会編、御茶の水書房、神奈川大学評論ブックレット17） 2001年
- 『キューバ現代史　革命から対米関係改善まで』（明石書店） 2016年

### 共編著
- 『南北アメリカの500年（5）統合と自立』（油井大三郎、青木書店）1993年
- 『キューバを知るための52章』（樋口聡編著、明石書店、エリア・スタディーズ）2002年
- 『ラテンアメリカはどこへ行く　グローバル・サウスはいま5』（山崎圭一共編著、ミネルヴァ書房）2017年

## 翻訳
- 『アンゴラの白い雇い兵』（ラウル・バルデス・ビボ、恒文社） 1977年
- 『エチオピアの知られざる革命』（ラウル・バルデス・ビボ、恒文社） 1978年
- 『アジェンデと人民連合 - チリの経験の再検討』（ジョアン・E・ガルセス、時事通信社） 1979年
- 『解放の神学とラテンアメリカ』（フィリップ・ベリマン（英語版）、同文館出版） 1989年
- 『カストロ 革命を語る』（同文館出版） 1995年
- 『ホセ・マルティ選集3 共生する革命』共訳（日本経済評論社） 1998年
- 『戒厳令下チリ潜入記 - ある映画監督の冒険』（ガブリエル・ガルシア＝マルケス、岩波新書） 1999年
- 『エルネスト・チェ・ゲバラ伝』上・下（パコ・イグナシオ・タイボII、海風書房） 2001年
- 『グローバリゼーションとは何か? - まんがで学ぶ世界の経済』（E.フィスゴン（英語版）、明石書店） 2005年
- 『わが夫、チェ・ゲバラ 愛と革命の追憶』（アレイダ・マルチ（英語版）、朝日新聞出版） 2008年
- 『キューバの歴史　キューバ中学校歴史教科書　先史時代から現代まで』（キューバ教育省編、シリーズ世界の教科書：明石書店） 2011年